# Urraca-Miguel
Urraca-Miguel es una pedanía española perteneciente al municipio de Ávila, capital de la provincia homónima, en la comunidad autónoma de Castilla y León. En 2012 tenía una población de 53 habitantes.

## Demografía
| Gráfica de evolución demográfica de Urraca-Miguel entre 1842 y 1970 |
| |
| Población de derecho según los censos de población del INE. Población de hecho según los censos de población del INE.En estos censos se denominaba Urraca: 1842 y 1857. Entre el censo de 1981 y el anterior, este municipio desaparece porque se integra en el municipio Ävila. |

| Gráfica de evolución demográfica de Urraca-Miguel entre 2000 y 2012           |
|                                                                               |
| Población (2000-2012) según el nomenclátor de unidades poblacionales del INE. |